# 科倫巴湖
科倫巴湖是巴西的人工湖泊，由戈亞斯州負責管轄，始建於1996年，面積65平方公里，最大水深90米，湖岸線長度逾100公里，蓄水量150萬立方米，該湖用作水力發電。
17°59′21″S 48°31′54″W / 17.98917°S 48.53167°W